# Annales Xantenses
Annales Xantenses (pol. Roczniki klasztoru Xanten) – roczniki frankijskie opisujące wydarzenia od 790 roku do 873, nazwane tak od opisu rozgrabienia przez wikingów klasztoru w Xanten w 864 roku, które autor opisuje jako naoczny świadek wydarzenia. Spisywane w latach 832-852 w Lorsch przez królewskiego kapelana Gerwarda, a po tym czasie w Kolonii przez nieznanego autora i w tych latach (832-873) prezentują niezależne źródło w stosunku do innych roczników frankońskich.

## Treść
- Annales Xanten MPH. dmgh.de. [zarchiwizowane z tego adresu (2018-08-17)].